# (6499) Michiko
(6499) Michiko (1992 UV6) – planetoida z pasa głównego asteroid okrążająca Słońce w ciągu 4,6 lat w średniej odległości 2,76 j.a. Odkryta 27 października 1992 roku.